# Polyplectropus annulicornis
Polyplectropus annulicornis är en nattsländeart som beskrevs av Georg Ulmer 1905. Polyplectropus annulicornis ingår i släktet Polyplectropus och familjen fångstnätnattsländor. Inga underarter finns listade i Catalogue of Life.